# Ashley Roberts
Ashley Allyn Roberts (Phoenix, Arizona, 14 de septiembre de 1981), conocida simplemente como Ashley Roberts, es una bailarina, cantante y actriz estadounidense, conocida por ser miembro del grupo femenino The Pussycat Dolls.

## Primeros pasos
Ashley nació en Phoenix, Arizona y estudió en Shadow Mountain High School. Empezó a bailar a la edad de tres años y a cantar con ocho años de edad. Su padre fue batería del grupo de los 60, the Mamas and the Papas. Más tarde se hizo mecánico de coches. Su madre era instructora de pilates y ambos la inspiraron para formar parte del mundo del espectáculo. Cuando era adolescente, estudiaba baile moderno en West Coast durante las vacaciones de verano. Cuando dejó el instituto, se trasladó a Los Ángeles, iniciando una nueva etapa en su vida. Apareció en muchos anuncios de televisión y en varios videoclips de artistas como Counting Crows en su clip "Accidentally in Love", Josh Groban en "You Raise Me Up", Jane's Addiction en "True Nature", Aaron Carter en "Oh Aaron" y "Not Too Young, Not Too Old" y para Pink en "Trouble".
Un dato curioso es que en 2004 Britney Spears invitó a Ashley para que formase parte de su cuerpo de baile para su gira "The Onix Hotel Tour". Ashley rechazo la oferta para audicionar para las Pussycat Dolls

## Carrera como cantante
El 15 de noviembre de 2012 publicó en su cuenta de Vevo en YouTube el primer Sencillo de su carrera como solista llamado "Yesterday".
El 15 de abril de 2014 publicó en su cuenta de Vevo (AshleyRVEVO) el segundo sencillo de su carrera como solista llamado "Clockwork". Cuyo sencillo salió a la venta en Itunes el 25 de mayo de 2014.
En 2013 Ashley Roberts debutó "como Jueza En Dancing On Ice".

### Pussycat Dolls

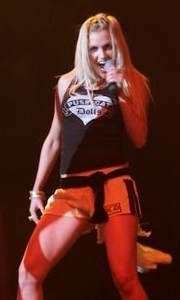
Ashley Roberts en el escenario con las Pussycat Dolls.

A los seis meses de llegar a Los Ángeles y tras una audición se unió a las Pussycat Dolls. Como bailarina y cantante del espectáculo de cabaret de las Pussycat Dolls en Los Ángeles, Ashley fue seleccionada para formar parte junto a Carmit Bachar, Nicole Scherzinger, Melody Thornton, Jessica Sutta y Kimberly Wyatt.

## Carrera como actriz
Hizo su debut en el mundo del cine como Brooke en la película Make It Happen al igual que la actriz de la película Black Christmas, Mary Elizabeth Winstead. La película fue dirigida por Darren Grant y distribuida por The Winestine Company. Su estreno fue el 8 de agosto de 2008 en el Reino Unido. Ashley tiene planeado volver a actuar en más películas cuando tenga tiempo libre. En 2012 Ashley Roberts se inscribió en la nueva serie de Soy una celebridad... Get Me Out of Here!

## Discografía
También ver en Pussycat Dolls discografía

### Canciones en solitario
| Año  | Título      | Artista        | álbum                          |
| ---- | ----------- | -------------- | ------------------------------ |
| 2008 | "Played"    | Ashley Roberts | Doll Domination Deluxe Edition |
| 2012 | "Yesterday" | Ashley Roberts |                                |
| 2014 | "Clockwork" | Ashley Roberts | Butterfly Effect               |
| 2014 | "Woman Up"  | Ashley Roberts | Butterfly Effect               |

## Filmografía
| Año     | Título                                | Personaje             | Notas                                     |
| ------- | ------------------------------------- | --------------------- | ----------------------------------------- |
| 1999    | The Nanny                             | Alex Fine             | Episodio "The Game Show"                  |
| 2005    | Be Cool                               | Ella Misma            | papel principal                           |
| 2007    | Dancelife                             | Ella Misma            |                                           |
| 2008    | Rock and a Hard Place                 | Ella Misma            |                                           |
| 2008    | Make It Happen                        | Brooke                | Papel de apoyo                            |
| 2008–09 | MTV News                              | Ella Misma            | 6 episodios                               |
| 2010    | Maxim Does Spring Break               | Ella Misma            | Presentadora                              |
| 2010    | Dance Your Ass Off                    | Ella Misma            | juez invitado                             |
| 2010    | Ambush Karaoke                        | Presentadora          | Piloto no emitido                         |
| 2011    | Temptation of Wife                    | Cameo                 |                                           |
| 2011    | All About Aubrey                      | Ella Misma            | 2 episodios                               |
| 2011    | VH1'S 100 Greatest Songs of the 00s   | Ella Misma            |                                           |
| 2012    | VH1′s 100 Greatest Women In Music     | Ella Misma            |                                           |
| 2012    | Total Drama                           | Voz de Sindy          | 3 episodios                               |
| 2012    | 90210                                 | Profesora de Estríper | Episodio "Into the Wild"                  |
| 2012    | I'm a Celebrity...Get Me Out of Here! | Ella Misma            | Quedó en segundo lugar                    |
| 2013–14 | Dancing on Ice                        | Ella Misma            | Juez                                      |
| 2013–14 | Ant & Dec's Saturday Night Takeaway   | Presentadora          | segmento 'Ant vs. Dec'                    |
| 2013    | This Morning                          | Ella Misma            | Reportera del segmento I'm a Celebrity... |
| 2014    | WWE Legends House                     | Presentadora          |                                           |

### Guest appearances
- Fake Reaction (31 de enero de 2013) - Invitada
- Celebrity Juice (7 de marzo de 2013, 20 de febrero de 2014) - Invitada
- The Chase: Celebrity Special (26 de octubre de 2013) - Concursante
- I'm a Celebrity...Get Me Out of Here! NOW! (2013) - Invitada
- All Star Family Fortunes (29 de diciembre de 2013) - Concursante
- Catchphrase: Celebrity Special (22 de junio de 2014) - Concursante[2]
- Tipping Point: Lucky Stars (16 de agosto de 2014)[3] - Concursante